# È arrivato l'accordatore
È arrivato l'accordatore, noto anche col titolo di Zero in amore, è un film italiano del 1951 diretto da Duilio Coletti.

## Trama
Achille Scorzella, un povero diavolo disoccupato e affamato, essendo stato scambiato per un accordatore di pianoforti, capita in casa di certi nuovi ricchi. Il povero Achille sogna da giorni un lauto pranzo e la fortuna sembra volerlo assistere. I padroni di casa hanno infatti predisposto un pranzo sontuoso per festeggiare il fidanzamento della figlia con un giovane avvocato ma all'ultimo momento, la padrona di casa si è accorta che, per l'assenza imprevista di alcuni invitati, i commensali sono ridotti a tredici. Per evitare il numero infausto, la signora invita a pranzo lo pseudo accordatore, il quale, con ingegnosi stratagemmi, riesce a procurarsi un'uniforme da ambasciatore, che gli permetterà di non sfigurare. Achille spera di poter finalmente saziare la sua fame, ma una serie di contrattempi impedisce alla compagnia di mettersi a tavola. Non solo, ma il povero Achille cade in mano di certi malviventi che lo perseguitavano avendolo scambiato per un'altra persona. Il finto accordatore riesce però a far arrestare la banda, guadagnandosi la taglia, che è di quattro milioni. Intanto l'auspicato fidanzamento è andato all'aria e il giovane avvocato viene messo alla porta e viene sostituito dal nuovo pretendente, Achille.